# 400형 은퇴차량
게이큐 400형 열차는 전쟁전과 전후직후인 1942-1947년에서 제조된 300형 열차에서 통합된 앞 창문3개 차량과  
전후 1953-1958년에 걸쳐 600형으로 출고 된 앞 창문2개 열차를 1965년도에 번호 개정으로 400형으로 통합된 3도어 조괘형 구동열차를 말한다.

1942년에 도큐그룹에서 제작되어 반금속형태의 열차로 출고되었다. 모델이 당초 5300형으로 20량이 제조되었다가 1945년 전후직후에 300형으로 
번호개정을 한번 실시되었다.
300형 열차는 전후직후는 주로 미국 진주군 (UN군) 전용열차로 사용되었다가, 민간영엽용으로 이관되기도 했다.
제작당시는 운전석은 왼쪽에만 있는 반실형태이였고 앞 창문3개는 모두 목조샷시로 상하 개폐형 형태인데다 우측 여객시트(의자)에서 창문 열고 진행방향을 볼 수 있는 구조였다.

시대 변화에 따른 개조
1965년에 고속화 된 열차 환경에 앞창문을 여는것이 위험성이 높아져 밀폐형 알미늄샷시로 앞 창문 3개를 개조처리.
윗부분 대형 백열등을 소형 할로겐라이트화. 탈부착식 양쪽 미등을 매립형 사각형 미등으로 개조. 
이때 600형 열차와 동번호로 400형 (401-420)으로 번호개정. (앞창문 2개 모델인 600형은 437-438를 포함한 440-490)

1965년 개조당시의 401-410 초기형 모델은 전쟁전 제작모델로 불량부품으로 인한 고장을 이르켜, 구형 1000형 열차와 같은 
구조로(3도어 롱시트) 480-490 번호로 신조에 가까운 개조가 이뤄졌다. (서류상 개조로 세금절약 목적의 형태로 실질적으로 신조차량)
480-490은 앞창문 2개인 400형 차량에 연결되었다. 이들은 개조제작후 모두 운전석을 탈거되어 중간객실차량으로 분류되어 
앞뒤에 470 및 460 그룹 열차에 연결되어 사용되었다.
앞 창문3개의 401-430 번호 중 남게 된 430그룹 열차는 수차례에 걸친 고속화 전략에 개정된 시간표에 맞추기가 어려워지자, 공항선등에 투입된 이후,
1979-1981년에 모두 폐차되었다.

이어서 앞 창문2개의 400형은 공항선 가와사키 다이시선의 저속구간에 투입후  440그룹은 81년,  470그룹은 83년 460그룹은 86년에 모두 폐차되었다.